# Ana Dias Lourenço
Pour les articles homonymes, voir Ana Dias et Lourenço.
Ana Afonso Dias Lourenço, née le 13 avril 1957 à Luanda en Angola, est une économiste, politicienne et ancienne ministre du gouvernement angolaise. Elle est première dame angolaise depuis septembre 2017 en tant qu'épouse du président angolais João Lourenço.
Lourenço est au ministère de la Planification depuis 1997, d'abord vice-ministre de la Planification de 1997 à 1999 et ministre nationale de la Planification de 1999 à 2012. Depuis le 30 septembre 2006, elle est présidente de la Communauté de développement d'Afrique australe. Lourenço était le sixième candidat sur la liste nationale du MPLA aux élections législatives de septembre 2008,. Elle remporte un siège lors de cette élection, au cours de laquelle le MPLA a remporté une écrasante majorité à l'Assemblée nationale.

## Biographie

### Jeunesse
Lourenco née à Luanda en Angola et fait ses études primaires à l'école primaire n°83 à Luanda de 1962 à 1966. Elle fréquente l'école préparatoire Marta Rescue Salazar à Luanda de 1966 à 68. Elle obtient son diplôme en économie (planification) à l'Université Agostinho Neto à Luanda en 1979-1983. Elle termine ses études sur le cours d'analyse et l'évaluation de projet à la Banque africaine de développement à Abidjan en Côte d'Ivoire en 1984 et un cours sur l'Institut de gestion des politiques macroéconomiques de la Banque mondiale au Portugal en 1992. Elle acquiert de l'expérience en planification économique, planification des investissements, préparation et évaluation de projets et en analyse prospective. Elle suit une formation de base en économie et une formation continue en gestion et analyse de projet et évaluation de projet. Lourenço obtient son diplôme de l'Université Agostinho Neto en Angola et est également titulaire d'un certificat en politique et gestion macroéconomique.

### Carrière
Elle a occupé diverses fonctions en tant que présidente du Conseil national de la statistique, présidente de la commission nationale de la SADC, coordinatrice nationale du Fonds FED, gouverneur de la Banque mondiale et de la Banque africaine de développement pour l'Angola et membre du cabinet économique du gouvernement. Elle a été conseillère principale du gouvernement provincial chargé de la planification à Benguela (Angola), chef du département des investissements au ministère de la Planification de l'Angola de 1986 à 1997 et directrice nationale du département des investissements. Lourenco a été vice-ministre et ministre de la Planification de l'Angola de 1997 à 2012. Elle a été vice-présidente du comité d'éthique du conseil d'administration et du comité des ressources humaines entre 2014 et 2015. Lourenco a été directrice exécutive au conseil d'administration du groupe de la Banque mondiale et représente la circonscription de l'Angola, du Nigéria et de l'Afrique du Sud.  En tant que chef du ministère de la Planification des investissements, elle était responsable des programmes de développement de la province de Benguela, directrice nationale et coordinatrice des projets de réhabilitation des infrastructures financés par la Banque mondiale. Entre 1997 et 1999, elle a exercé les fonctions de sous-ministre de la Planification et a été deux fois présidente du Conseil des ministres de la SADC. Elle a également été gouverneure de l’Angola auprès de la Banque mondiale et coordinatrice nationale des fonds FED.